# Chính sách thị thực của Nicaragua
Du khách đến Nicaragua phải xin thị thực từ một trong những phái bộ ngoại giao Nicaragua trừ khi họ đến từ một trong những quốc gia được miễn thị thực hoặc có thể xin thị thực tại cửa khẩu. Tất cả du khách phải sở hữu hộ chiếu có hiệu lực 6 tháng.

## Bản đồ chính sách thị thực

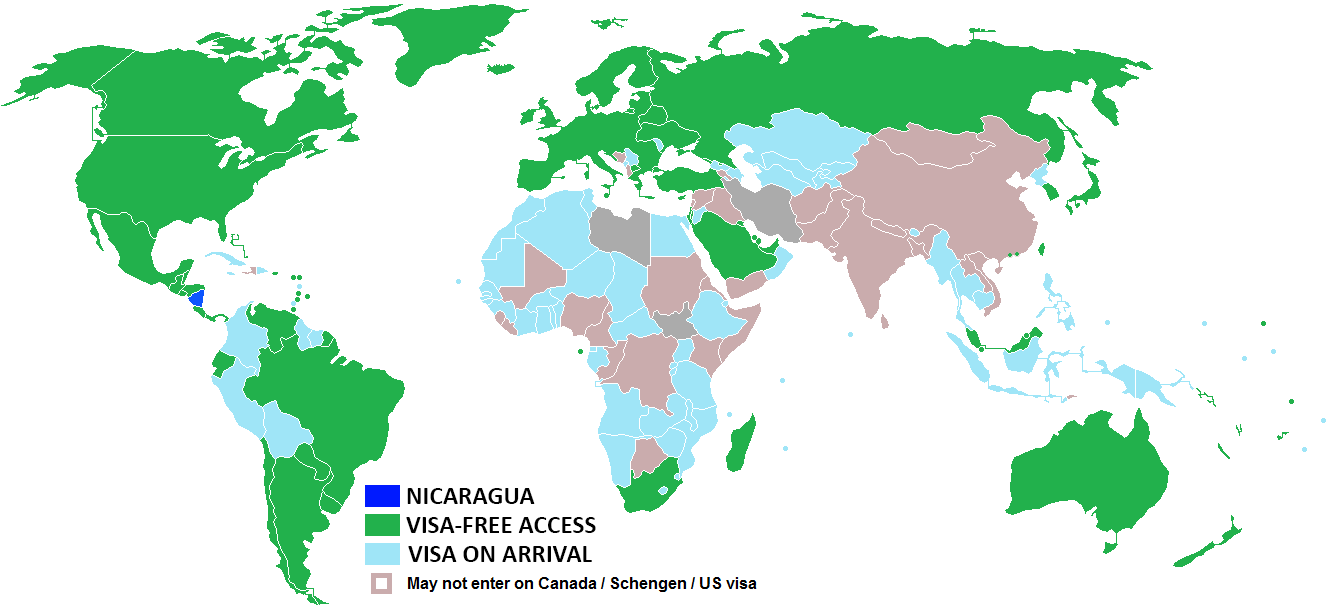
Chính sách thị thực Nicaragua
Nicaragua
Miễn thị thực
Thị thực tại cửa khẩu
Không được đến bằng thị thực Canada/Schengen/Mỹ

## Miễn thị thực
Người sở hữu hộ chiếu của 91 quốc gia và vùng lãnh thổ sau có thể đến Nicaragua mà không cần thị thực lên đến 90 ngày (tất cả du khách phải có bằng chứng đủ tiền chi trả cho khoảng thời gian ở lại đây mà những giấy tờ cần thiết cho điểm đến tiếp theo sau khi rời Nicaragua):
| - Tất cả công dân Liên minh Châu Âu \| - Abkhazia - Andorra - Antigua và Barbuda - Argentina - Úc - Bahamas - Bahrain - Barbados - Belarus - Belize - Brasil - Brunei - Canada - Chile - Costa Rica - Ecuador - El Salvador - Fiji - Guatemala - Honduras - Hồng Kông \| - Iceland - Israel - Nhật Bản - Kuwait - Liechtenstein - Macao - Macedonia - Madagascar - Malaysia - Quần đảo Marshall - Mexico - Monaco - New Zealand - Na Uy - Palestine - Panama - Paraguay - Qatar - Romania - Nga - Saint Kitts và Nevis \| - Saint Lucia - Saint Vincent và Grenadines - San Marino - Sao Tome và Principe - Ả Rập Xê Út - Singapore - Quần đảo Solomon - Nam Phi - Hàn Quốc - Nam Ossetia - Thụy Sĩ - Đài Loan - Trinidad và Tobago - Thổ Nhĩ Kỳ - Tuvalu - Ukraina - Các Tiểu vương quốc Ả Rập Thống nhất - Hoa Kỳ - Uruguay - Vanuatu - Thành Vatican \| \| | | |  |
| - Abkhazia - Andorra - Antigua và Barbuda - Argentina - Úc - Bahamas - Bahrain - Barbados - Belarus - Belize - Brasil - Brunei - Canada - Chile - Costa Rica - Ecuador - El Salvador - Fiji - Guatemala - Honduras - Hồng Kông | - Iceland - Israel - Nhật Bản - Kuwait - Liechtenstein - Macao - Macedonia - Madagascar - Malaysia - Quần đảo Marshall - Mexico - Monaco - New Zealand - Na Uy - Palestine - Panama - Paraguay - Qatar - Romania - Nga - Saint Kitts và Nevis | - Saint Lucia - Saint Vincent và Grenadines - San Marino - Sao Tome và Principe - Ả Rập Xê Út - Singapore - Quần đảo Solomon - Nam Phi - Hàn Quốc - Nam Ossetia - Thụy Sĩ - Đài Loan - Trinidad và Tobago - Thổ Nhĩ Kỳ - Tuvalu - Ukraina - Các Tiểu vương quốc Ả Rập Thống nhất - Hoa Kỳ - Uruguay - Vanuatu - Thành Vatican |  |

| Ngày thay đổi thị thực |
| --- |
| Danh sách này không đầy đủ, bạn cũng có thể giúp mở rộng danh sách. - 19 tháng 3 năm 2009: Nga (đã tiếp tục) - 1 tháng 4 năm 2009: Ukraina Đã hủy: - Nga: 2005 (tiếp tục lại năm 2009) - Venezuela: tháng 8 năm 2016 - Iran: ngày 17 tháng 11 năm 2017 |

Miễn thị thực tối đa 90 ngày trong mỗi chu kỳ 180 ngày với người sở hữu thị thực hoặc là cư dân của Canada, quốc gia thành viên Liên minh Châu Âu, hoặc Hoa Kỳ. Điều này không áp dụng với công dân của Afghanistan, Albania, Armenia, Bangladesh, Bosna và Hercegovina, Botswana, Cameroon, Trung Quốc, Cộng hòa Congo, Cộng hòa Dân chủ Congo, Eritrea, Haiti, Iraq, Kenya, Lào, Liberia, Mali, Mông Cổ, Nepal, Nigeria, Pakistan, Sierra Leone, Somalia, Sri Lanka, Sudan, Syria, Đông Timor, Venezuela, Việt Nam và Yemen. Công dân của Ấn Độ được cấp thị thực tại cửa khẩu với phí 50 đô la Mỹ nếu hộ chiếu của họ có thị thực có hiệu lực của Mỹ, Canada hoặc Khối Schengen.

## Thị thực tại cửa khẩu
Công dân của 74 quốc gia và vùng lãnh thổ sau có thể đến Nicaragua và xin thị thực tại cửa khẩu:
| - Angola - Algeria - Azerbaijan - Benin - Bhutan - Bolivia - Burkina Faso - Burundi - Cambodia - Cape Verde - Cộng hòa Trung Phi - Chad - Colombia - Comoros - Bờ Biển Ngà - Cuba - Cộng hòa Dominica - Dominica - Djibouti - Egypt - Ethiopia - Guinea Xích Đạo - Gabon - Gambia - Gruzia | - Ghana - Grenada - Guinea - Guinea-Bissau - Guyana - Ấn Độ - Indonesia - Jamaica - Jordan - Kazakhstan - Kiribati - Kyrgyzstan - Lesotho - Malawi - Maldives - Mauritania - Mauritius - Micronesia - Moldova - Montenegro - Maroc - Mozambique - Myanmar - Namibia - Nauru | - Niger - Triều Tiên - Oman - Palau - Papua New Guinea - Peru - Philippines - Rwanda - Samoa - Senegal - Serbia - Seychelles - Suriname - Swaziland - Tajikistan - Tanzania - Thái Lan - Togo - Tonga - Tunisia - Turkmenistan - Uganda - Uzbekistan - Zambia - Zimbabwe |  |

Người sở hữu hộ chiếu ngoại giao hoặc công vụ của Bolivia, Colombia, Cuba, Dominica, Ai Cập, Grenada, Guyana, Ấn Độ, Jamaica, Kenya, Montenegro, Maroc, Papua New Guinea, Peru, Philippines, Serbia, Suriname và Thái Lan được miễn thị thực.

## Quá cảnh
Quá cảnh không cần thị thực được cho phép nếu chỉ quá cảnh trong vòng 24 giờ và sở hữu vé chuyến tiếp theo. Điều này không áp dụng với công dân của Afghanistan, Albania, Armenia, Bangladesh, Bosna và Hercegovina, Botswana, Cameroon,  Trung Quốc, Cộng hòa Congo, Cộng hòa Dân chủ Congo, Cuba, Eritrea, Haiti, Ấn Độ, Iraq, Kenya, Lào, Liban, Liberia, Mali, Mông Cổ, Nepal, Nigeria, Pakistan, Sierra Leone, Somalia, Sri Lanka, Sudan, Syria, Đông Timor, Venezuela, Việt Nam và Yemen.

## Thẻ du khách
Công dân tất cả các quốc gia được miễn thị thực phải xin Thẻ du khách (10 đô la Mỹ) khi nhập cảnh. Những người được miễn là công dân của El Salvador, Guatemala, và Honduras, cũng như người sở hữu hộ chiếu ngoại giao, công vụ hoặc đặc biệt của bất cứ quốc gia nào.

## Thống kê du khách
Hầu hết du khách đến Nicaragua đều đến từ các quốc gia sau:
| Quốc gia    | 2015      | 2014      | 2013      |
| ----------- | --------- | --------- | --------- |
| Honduras    | 276.767   | 263.927   | 273.015   |
| Hoa Kỳ      | 275.406   | 267.320   | 243.039   |
| Costa Rica  | 167.448   | 146.071   | 163.758   |
| El Salvador | 155.701   | 143.303   | 150.963   |
| Guatemala   | 90.296    | 85.283    | 94.957    |
| Canada      | 35.260    | 39.370    | 33.832    |
| Panama      | 22.223    | 24.553    | 24.676    |
| Mexico      | 19.030    | 15.666    | 14.947    |
| Đức         | 17.392    | 16.155    | 13.936    |
| Anh Quốc    | 14.737    | 15.596    | 10.604    |
| Tổng        | 1.386.481 | 1.329.663 | 1.229.410 |